# Léviatemps
Pour l’article ayant un titre homophone, voir Léviathan.
Léviatemps est un roman à suspense de Maxime Chattam paru en 2010 chez Albin Michel.
Ce roman constitue le premier volet d'un « Diptyque du temps », dont le deuxième volume est Le Requiem des abysses.

## Résumé
Écrasé par son succès, l'écrivain Guy de Timée a tout quitté : femme et enfants, cercle d'amis, et délaissé du jour au lendemain les recettes de sa réussite littéraire. Réfugié dans une pièce située dans un immeuble qui abrite une maison close, il décide de se lancer dans l'écriture d'un roman policier très noir, en s'appuyant sur l'envers du décor du Paris de la Belle Époque, alors que l'Exposition universelle de 1900 bat son plein... Les autorités veulent passer sous silence les faits. Guy de Timée échafaude des théories,.

## Éditions
Édition imprimée
- Maxime Chattam, Léviatemps : roman, Paris, Albin Michel, 29 septembre 2010, 443 p. (ISBN 978-2-226-21530-7, BNF 42297449)

Livre audio
- Maxime Chattam (auteur) et Vincent de Boüard (narrateur), Léviatemps, Paris, Audiolib, 1er décembre 2010 (ISBN 978-2-35641-262-1, BNF 42326164)Support : 2 CD audio, durée : 13 h 44 min environ. Référence éditeur : Audiolib 25 0298 7.